# Rạch Bàng
Rạch Bàng (tên khác: Sông Càng Long, Sông An Trường) là một con sông đổ ra Sông Cổ Chiên. Sông có chiều dài 24 km và diện tích lưu vực là km². Rạch Bàng chảy qua các tỉnh Vĩnh Long, Trà Vinh.